# Латвійська Республіка (1918—1940)
Латвійська Республіка (Перша Латвійська Республіка) — латвійська держава з республіканською формою правління, що існувала в міжвоєнний період (1918—1940). 5 серпня 1940 року Латвія була незаконно анексована СРСР.
Згідно з концепцією континуїтету, сучасна Латвія є продовжувачем Першої Латвійської Республіки.

## Передісторія
У вересні 1917 року в окупованій німецькими військами Ризі латиські політичні партії сформували коаліцію — Демократичний блок. На початку грудня в Валку латвійські організації остаточно сформували Латвійську тимчасову національну раду.
24 грудня 1917 (6 січня 1918) року в неокупованих німецькими військами частинах Ліфляндської і Вітебської губерній була проголошена радянська влада, проте незабаром німецькі війська зайняли всю територію сучасної Латвії. Перед капітуляцією Німецької імперії в Першій світовій війні, 5 листопада 1918 року, з ініціативи остзейської аристократії на окупованих територіях було проголошено Балтійське герцогство — держава під протекторатом Німеччини.
17 листопада 1918 року Латвійська тимчасова національна рада і Демократичний блок створили Народну раду.

## Історія
Історія Латвійської Республіки бере свій початок 18 листопада 1918 року, коли Народний рада проголосила незалежність держави.
7 грудня 1918 року німецький уповноважений в країнах Балтики Август Вінніг з метою захисту території Латвії від наступу Червоної Армії уклав з урядом Карліса Улманіса угоду про оголошення балтійського ландесвера збройними силами Латвійської Республіки. Відповідно до угоди ландесвер повинен був складатися з німецьких, латиських і російських рот, при цьому частка латишів повинна була складати 2/3 (проте ця умова так і не була дотримана). Тимчасовий уряд Латвії пішов на угоду з німцями, так як на той момент не мав коштів для купівлі зброї, а нечисленні латиські загони не могли воювати з Червоною Армією.
17 грудня 1918 року вийшов Маніфест Тимчасового робітничо-селянського уряду Латвії про встановлення радянської влади, 22 грудня В. І. Ульянов (Ленін) підписав декрет Раднаркому РРФСР «Про визнання незалежності Радянської Республіки Латвії». 3 січня 1919 року столиця країни Рига була зайнята частинами Червоної Армії. Була проголошена Латвійська Соціалістична Радянська Республіка.
Не отримуючи достатньої підтримки з боку німецького керівництва, уряд Улманіса розпочав формування незалежних від ландесвера латиських воєнізованих формувань. 5 січня 1919 року було організовано Окремий латвійський батальйон під командуванням Оскара Калпакса. У Південній Естонії були створені латиські загони, які налічували близько 9800 солдатів і офіцерів, об'єднані пізніше в Північнолатвійську бригаду в складі Збройних сил Естонії. Паралельно з цим міністр оборони тимчасового уряду вивів латиські роти зі складу ландесвера.
До початку лютого 1919 року Червоної Армії, в рядах якої були і латиські стрілки, вдалося зайняти більшу частину території Латвії, за винятком невеликої області навколо портового міста Лієпая, яка залишалася під контролем уряду Карліса Улманіса. Там же дислокувалися та деякий час підтримували Улманіса в боротьбі з більшовиками військові формування остзейских німців (балтійський ландесвер), до складу яких входила і Латиська бригада (близько 2 тис. солдат і офіцерів).
16 квітня 1919 року в Лієпаї німецькі загони ландесвера скинули уряд Улманіс, який вважали антинімецьким. Через кілька днів уряд Улманіса переїхав на пароплав «Саратов», який спеціально прибув з Талліна і стояв в Лієпайському порту під охороною англійських військових. Під охороною британських і французьких військових кораблів судно вийшло на рейд і близько двох місяців провело в морі.
26 квітня 1919 року командування ландесвера призначило прем'єр-міністром Латвії лютеранського пастора Андріевса Ніедри, латиша за національністю, який отримав популярність завдяки своїм гострим виступам на сторінках латиських газет.
22 травня ландесвер, німецька Залізна дивізія і білогвардійські формування під командуванням князя Лівена звільнили Ригу від Червоної Армії, і туди переїхав уряд Нієдри. Німецьке військове і політичне керівництво спробувало створити в Латвії політичний режим німецької орієнтації і направило зброю проти естонської армії і латиських національних збройних формувань, під контролем яких знаходився північ країни. Однак 23 червня 1919 року естонська армія і латиські полки розбили під Цесісом загони ландесвера і Залізної дивізії, в результаті чого 29 червня пронімецький уряд Нієдри було розпущено, а сам Нієдра був змушений тікати за кордон. 27 червня 1919 року уряд Улманіса відновив свою діяльність в Лієпає.
2 липня, в результаті прориву естонською армією на чолі з Й. Лайдонером і латиськими полками лінії оборони Риги, між командуванням німецьких сил і естонської армією, за участі представників Антанти, було укладено перемир'я. Згідно з його умовами, до 5 липня 1919 року останні частини Залізної дивізії покинули Ригу, а підрозділи ландесвера згодом були включені до складу латвійської армії.
У вересні 1919 року колишній командувач німецьким корпусом в Латвії граф Рюдигер фон дер Гольц за підтримки реваншистських сил з числа керівництва армії Веймарської республіки організував в таборах для полонених в Німеччині вербування та переправлення в Латвію російських солдатів і офіцерів, з яких була створена Західна добровольча армія під командуванням полковника Бермондт-Авалова. До складу Західної армії були також включені підрозділи формально ліквідованого німецького корпусу фон дер Гольця. 20 вересня Бермондт-Авалов оголосив про прийняття на себе всієї повноти влади в країнах Балтії і відмовився підкорятися командувачу військами білих армій на Північно-Західній Росії генералу Юденичу. Західна добровольча армія була розбита латвійськими військами за сприяння флоту Антанти під Ригою в листопаді 1919 року, а сам Бермондт-Авалов втік до Пруссію.
На початку 1920 року, в ході спільного наступу латвійської і польської армій, Червона Армія була вибита з Латгалії. 11 серпня 1920 року уряд Латвії підписав мирний договір з РРФСР, за яким Радянський уряд першим в світі визнавало існування незалежної Латвійської держави. 26 січня 1921 незалежність Латвії офіційно визнали країни-переможці в Першій світовій війні (Антанта). 22 вересня 1921 року Латвія, одночасно з Литвою і Естонією, була прийнята в Лігу Націй.

### Парламентська республіка (1920—1934)
Основним завданням Народної ради було проведення політичних консультацій та виборів до Конституційних зборів. Народна рада як вищий орган влади в Латвії діяв до початку роботи Установчих зборів (1 травня 1920 року).
7 лютого 1920 року в газеті «Valdības Vēstnesis» («Урядовий Вісник») були опубліковані склади Центральної та районних виборчих комісій з виборів Установчих зборів. 17 лютого в тій же газеті публікується перша інструкція Центральної виборчої комісії «Про вибори Установчих зборів Латвії». 1 березня окружні виборчі комісії почали реєстрацію кандидатів у депутати.
Вибори Установчих зборів відбулися 17-18 квітня 1920 року, в них взяли участь 84,9 % (677 084) виборців .
Перше засідання Установчих зборів було відкрито 1 травня 1920 року. На посаду голови зборів був обраний юрист Яніс Чаксте, що пізніше став першим президентом Латвійської Республіки.
5 травня 1920 Установчі збори створили 26 депутатських комісій для розробки Конституції Латвії. Конституція була прийнята Установчими зборами 15 лютого 1922 року. Вона визначала, що Латвія є вільною, незалежною, демократичною республікою, в якій влада належить народу Латвії, а рішення про зміну державного устрою і міжнародного статусу (відмова від суверенітету, приєднання до будь-якої іншої країни і т. д.) може прийняти тільки сам народ Латвії за допомогою референдуму.
Одним з перших завдань нової влади було розділення великих земельних маєтків і наділення землею безземельних селян. Уже в 1920 році Установчі збори створили комісію з питань підготовки аграрної реформи. Максимальний розмір маєтків був визначений в 50 гектарів землі, всі надлишки безкоштовно передавалися безземельним. Надільні ділянки не повинні були бути менше 10 гектарів і більше 22 гектарів, хоча фактично виділялися і менші наділи. Реформа тривала до 1937 року і в цілому була успішною, забезпечивши швидкий розвиток сільського господарства. Якщо в 1920 році безземельними були 61,2 % селян, то в середині 1930-х років — лише 18 %. Уже в 1923 році посівні площі перевищили довоєнний рівень.
У свою чергу, 84 % лісів перейшло в державну власність, що дозволило державі контролювати деревообробну промисловість.
9 червня 1922 був прийнятий Закон про вибори. Він передбачав проведення виборів до Сейму кожні три роки. Виборчий поріг, який було необхідно подолати партіям, щоб бути представленими в Сеймі, був низьким (2,5 %). В результаті почався активний процес освіти, розподілу і злиття політичних партій і течій, неминуче пов'язаний зі взаємними докорами і наклепом. Це посилювало внутрішню політичну нестабільність і наближало політичну кризу.

### Авторитарний режим Улманіса (1934—1940)
15 травня 1934 року глава уряду Латвії Карліс Улманіс здійснив державний переворот, встановивши авторитарний режим. Він розпустив парламент, частину депутатів тимчасово заарештували, були заборонені всі політичні партії, стала проводитися яскраво виражена націоналістична політика. Підтримувалося сільське господарство, інвестувалися кошти в будівництво нових заводів (ВЕФ, Форд-Вайрогс), будувалися об'єкти республіканського значення (Кегумского ГЕС, санаторій Кемері), активно підтримувалися національна культура, освіта та мистецтво. Карліса Улманіса іменували вождем народу.
23 серпня 1939 року між СРСР і Німеччиною було підписано Договір про ненапад між Німеччиною і Радянським Союзом і секретний додатковий протокол до нього про розмежування сфер обопільних інтересів у Східній Європі на випадок «територіально-політичної перебудови». Протокол передбачав включення Латвії в сферу інтересів СРСР. У 1939—1941 роках, за радянсько-німецькими угодами, в Німеччину переїхало більшість балтійських (остзейских) німців, які проживали на території Латвії.

### Приєднання до СРСР
15 червня 1940 року відбулася напад НКВД СРСР на два латвійських прикордонних поста — Маслянки і Шмайлі. Третій напад — на пост Жугурі — було скасовано. У Шмайлі прикордонники не встигли проявити ніякого опору, були взяті в полон і відвезені в СРСР. У маслянки війська проявили опір, через що загинуло 3 солдатів, 2 мирних жителів, будівля охорони було спалено і кілька людей узято в полон. В цілому загинуло 5 людей і 37 було взято в полон. Загиблі були і на стороні нападників.
16 червня о 14:00 радянський народний комісар закордонних справ В. Молотов зачитав послу Латвії Ф. Коціньшу ультиматум уряду СРСР, яким вимагалась відставка уряду Латвії та введення необмеженого контингенту радянських збройних сил в Латвію, доповнивши його, що якщо до 23:00 НЕ буде отримано відповідь від уряду Латвії, збройні сили СРСР увійдуть на територію Латвії та придушать будь-який опір.
Карліс Улманіс звернувся до посла Німеччини в Латвії Ульріху фон Коцу з проханням відкрити «Клайпедський коридор» для евакуації влади і армії. У проханні було відмовлено. Армія не отримала наказ на військовий опір і не діяла. Військовий опір кабінет міністрів відхилив, так як вважав, що воно викличе кровопролиття, але не врятує Латвійську державу.

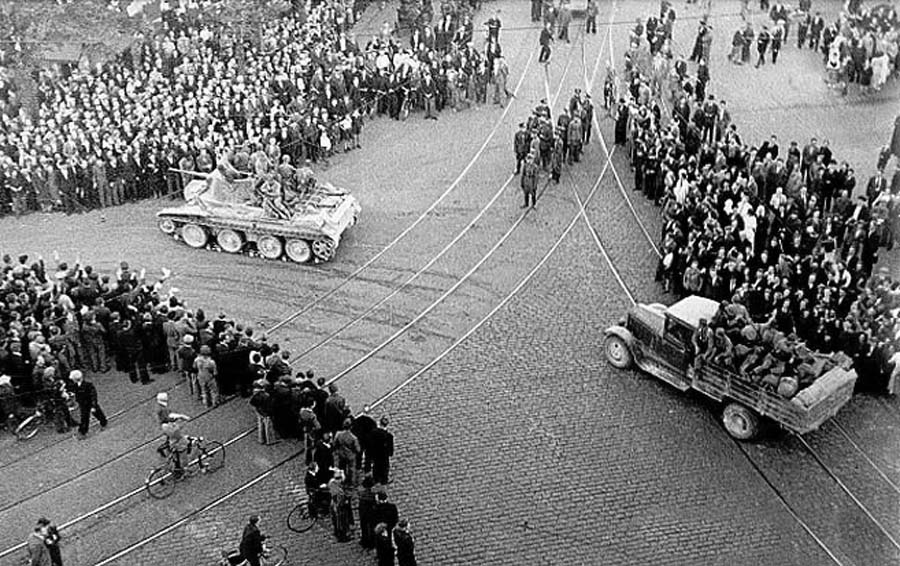
Частини Червоної Армії входять в Ригу. Червень 1940 року

17 червня о 9:00 представник Червоної армії генерал-полковник Д. Павлов зустрівся з представником Латвійської армії Отто Удентиньшем на залізничній станції Йонішкі. О 13:00 був підписаний пакт про капітуляцію Латвії.
Війська СРСР перетнули латвійсько-радянський кордон, не чекаючи відповіді влади Латвії та результатів переговорів представників армій. Вже о 13:00 в Ригу в'їхали перші радянські танки. О 22:15 президент Улманіс виступив по радіо із закликом до народу залишатися на своїх місцях і не чинити опір.
5 серпня влада СРСР підписала спеціальний указ про включення Латвії до складу СРСР з назвою Латвійська Радянська Соціалістична Республіка.